# Якубов, Камиль Лотфирахманович
Камиль Лотфирахманович Якубов (1894—1919) — революционер, большевик, борец за установление Советской власти в Татарстане.

## Биография
Родился 21 марта 1894 г. в деревне Абдикеево Бугульминского уезда Самарской губернии (ныне на территории Сельское поселение Каменка, Шенталинский район, Самарская область.
Первоначальное образование он получил в Чистополе, в 1909—1914 годах учился в казанском медресе Мухаммадия. Одновременно работал официантом, много времени уделял самообразованию.
В 1915 мобилизован в армию, вёл революционную работу среди солдат-мусульман. Весной 1917 г. вступил в РСДРП(б). Делегат Первого Всероссийского мусульманского съезда (Казань), активно участвует в работе Мусульманского социалистического комитета (председатель — Мулланур Вахитов), публикуется в печати, выступает перед солдатами и рабочими-татарами.
После Октябрьской революции был одним из организаторов и активных участников I Всероссийского съезда коммунистов-мусульман. В 1918—1919 гг. — член и начальник политического отдела Центральной мусульманской коллегии, член Центрального бюро коммунистической организации народов Востока при ЦК РКП(б).
Погиб 25 июня 1919 г. — был убит во время переговоров с солдатами восставшего Татарского запасного батальона.

## Память
В 1917 г. на базе национализированной типографии образована книжная фабрика им. Камиля Якуба, в 1953 г. — реорганизована в комбинат печати им. К. Якуба, в декабре 1973 г. объединён с типографией «Татполиграф» и реорганизован в Полиграфический комбинат им. К.Якуба.
Именем Якубова названа улица в Казани.